# Virginia Slims of Oklahoma 1991
Il Virginia Slims of Oklahoma 1991 è stato un torneo di tennis giocato sul cemento indoor. 
È stata la 6ª edizione del torneo, che fa parte della categoria Tier IV nell'ambito del WTA Tour 1991. 
Si è giocato al The Greens Country Club di Oklahoma City negli USA, dal 18 al 24 febbraio 1991.

## Campionesse

### Singolare
Jana Novotná ha battuto in finale  Anne Smith con il punteggio di 3–6, 6–3, 6–2

### Doppio
Meredith McGrath /  Anne Smith hanno battuto in finale  Katrina Adams /  Jill Hetherington con il punteggio di 6–2, 6–4